# Henrik Ekengren Oscarsson
Gustav Henrik Ekengren Oscarsson, ogift Oscarsson, född 21 juli 1972 i Vallda församling, Hallands län, är en svensk professor i statsvetenskap och valforskare vid Göteborgs universitet samt samhällsdebattör. 

## Biografi
Oscarsson disputerade 1998 med avhandlingen Den svenska partirymden. Väljarnas uppfattningar av konfliktstrukturen i partisystemet 1956–1996. Han har samförfattat eller redigerat 33 böcker (se nedan).
Under perioden oktober 2010 till september 2017 hade han ett tidsbegränsat uppdrag som föreståndare för SOM-institutet vid Göteborgs universitet. Sedan 2011 är han professor i statsvetenskap med särskild inriktning mot valforskning. Som landets enda valforskningsprofessor leder han det svenska Valforskningsprogrammet, som sedan 1950-talet genomför stora besöksintervju-undersökningar av svenska väljare i samband med varje riksdagsval, folkomröstning och Europaparlamentsval. Undersökningarna är en del av demokrati-statistiken och genomförs i samarbete med Statistiska centralbyrån. Undersökningsresultaten publiceras i form av rapporter, uppsatser, artiklar, bokkapitel, avhandlingar och böcker.
I maj 2009 offentliggjorde Oscarsson sin egen Poll of polls, som väger samman flera opinionsundersökningar för att på så sätt få ett stabilare mätresultat. Från februari 2010 valde han att kalla mätmetoden för Mätningarnas mätning (MäMä).
Oscarsson myntade 2013 ordet "åsiktskorridor", som en reaktion på vad svenskarna egentligen tycker och vad som diskuteras i offentligheten.
Henrik Ekengren Oscarsson är ledamot i Medieakademin.